# Propriété contributrice à un district historique

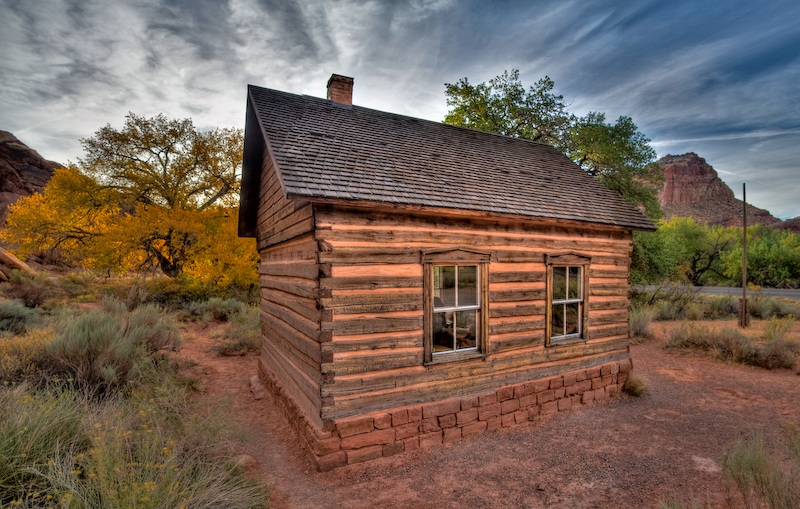
La Fruita Schoolhouse, à Fruita (Utah), propriété contributrice au district historique de Fruita Rural.

Une propriété contributrice à un district historique est un bien qui participe explicitement à l'intérêt patrimonial d'un district historique inscrit au Registre national des lieux historiques, qui liste les monuments à caractère historique aux États-Unis.
Le Moraine Park Discovery Center, par exemple, est l'une des propriétés contributrices du Moraine Park Museum and Amphitheater, un district historique dans le comté de Larimer, au Colorado. De même, le Saddlehorn Caretaker's House and Garage est une propriété contributrice du  Colorado National Monument Visitor Center Complex,  un district historique dans le comté de Mesa, au Colorado.